# Жоголь, Анатолий Осипович
Анатолий Осипович Жоголь (6 ноября 1931 — 11 июля 2007) — советский игрок в хоккей с шайбой. Мастер спорта СССР (1956).

## Биография
Во время Великой Отечественной война вместе с семьёй был эвакуирован из Свердловска. В 16 лет переехал в Ленинград, работал на заводе. Двоюродная сестра отвела его заниматься спортом. Сначала играл в футбол за «Динамо», в армии стал заниматься хоккеем. Играл в хоккей с мячом в команде «Трудовые резервы», откуда вместе с Евгением Волковым был приглашён в команду по хоккею с шайбой СКА, где отыграл всю карьеру — 12 сезонов (1952/53 — 1963/64). Первые годы провёл в паре с Альбертом Никифоровым, затем — с Волковым.
Победитель Спартакиады дружественных армий (1956), Всемирной зимней универсиады (1959).
Окончил ГЦОЛИФК и школу тренеров при ГДОИФК имени Лесгафта, но на постоянной основе тренером не стал. В 1971 году приглашался тренировать в Варшаву, но перед поездкой попал в аварию.
Скончался 11 июля 2007 года. Похоронен на Богословском кладбище.